# Lijst van spelers van Hammarby IF
Deze lijst omvat voetballers die bij de Zweedse voetbalclub Hammarby IF spelen of gespeeld hebben. De spelers zijn alfabetisch gerangschikt.

## A
- Mattias Adelstam
- Thom Åhlund
- Andreas Alm
- Helge Andersson
- Johan Andersson
- Jonas Andersson
- Michael Andersson
- Mikael Andersson
- Patrik Andersson
- Petter Andersson
- Rolf Andersson
- Kevin Angleborn
- Igor Armaş
- Jeffrey Aubynn
- Sinan Ayranci

## B
- Bertil Bäckvall
- Kennedy Bakırcıoğlu
- Stefan Batan
- Nadir Benchenaa
- Hans Berggren
- Peter Berggren
- Hans Bergh
- Filip Bergman
- Trym Bergman
- Sven Bergquist
- Kim Bergstrand
- Billy Berntsson
- Nahir Besara
- Andreas Bild
- Gösta Björk
- Kristoffer Björklund
- Ragnar Blom
- Johan Blomberg
- Jesper Blomqvist
- Sebastian Bojassén
- Lars Boman
- Aluspah Brewah
- Dan Brzokoupil

## C
- Nils Carlbom
- Christoffer Carlsson
- Sebastian Castro-Tello
- Louay Chanko
- Thomas Christensen
- Claudio
- Axel Corall
- Ante Čović

## D
- Claudio Dadomo
- Andreas Dahl
- Isak Dahlin
- Charlie Davies
- Dedé
- Thomas Dennerby
- Hamed Diallo

## E
- Jonnie Efraimsson
- Sebastián Eguren
- Elvis
- Axel Ericsson
- Lasse Eriksson
- Ulf Eriksson
- Kaj Eskelinen
- Hans Eskilsson

## F
- Per Fahlström
- Erik Figueroa
- Eric Fischbein
- Karl Oskar Fjørtoft
- Anders Forsberg
- Fredrik Forsberg
- Max Forsberg
- Lars Fuhre
- Christer Fursth
- Petter Furuseth

## G
- Carlos Gaete
- Peter Gerhardsson
- Patrik Gerrbrand
- Sture Gillström
- Svante Granlund
- Kjell Granqvist
- Paulinho Guará
- Gunnar Gunnarsson
- Ragnar Gunnarsson
- Christer Gustafsson
- Olof Guterstam

## H
- Emil Haag
- Andreas Haddad
- Linus Hallenius
- Christoffer Hansebjer
- Björn Hedenström
- Simon Helg
- Erland Hellström
- Mikael Hellström
- Ronnie Hellström
- Andreas Hermansson
- Nichlas Hindsberg
- Peter Holm
- Per Holmberg
- Hasse Holmqvist
- Tobias Holmqvist
- Johannes Hopf
- Baggio Hušidić

## I
- Erik Israelsson
- Håkan Ivarsson

## J
- Monday James
- Gunnar Jansson
- Joakim Jensen
- Mikkel Jensen
- David Johansson
- Emil Johansson
- Erik Johansson
- Klas Johansson
- Lars-Ove Johansson
- Viktor Johansson
- Magnus Jonsson
- Pétur Jónsson
- José Monteiro
- Heiðar Júlíusson

## K
- Jardell Kanga
- Karl Karlberg
- Kristian Kaufmann
- Richard Kingson
- George Kraemer

## L
- Haris Laitinen
- Christophe Lallet
- Arne Larsson
- Rune Larsson
- Nicolas Ledgerwood
- Benny Lekström
- Isac Lidberg
- Jens Lindblom
- Mikael Lindqvist
- Nicklas Lindqvist
- Sebastian Ludzik
- Gösta Lundell
- Thomas Lundin

## M
- Fadi Malke
- Patrik Manzila
- Marinho  Brazil
- Peter Markstedt
- Anders Markström
- Tim Markström
- Pétur Marteinsson
- Alenga Masimango
- Peter Micic
- Marko Mihajlovic
- Hans Möller
- George Moussan

## N
- Toni Nhleko
- Axel Nilsson
- Tom Nilsson
- Viktor Nordin

## O
- Billy Ohlsson
- Kenneth Ohlsson
- Matthias Olsson
- Victor Olsson
- Alexander Östlund
- Gary Owen
- Ahmet Özdemirok

## P
- Cesar Pachà
- Sven Pålsson
- Nathan Paulse
- Inge Persson
- Johan Persson
- Valentino Pidre
- Erik Pilfalk
- Pablo Piñones-Arce
- Antti Pohja
- Isaac Pupo

## R
- Rafael
- Sten-Ove Ramberg
- Amadaiya Rennie
- Luke Rodgers
- Luis Rodriguez
- Mikael Rönnberg
- Björn Runström
- Mikael Rynell
- Jon Rytterbro

## S
- Klebér Saarenpää
- Mauro Saez
- Dan Sahlin
- Mikael Samuelsson
- Roger Sandberg
- Jörgen Sandell
- Sigge Sandin
- Cheikh Sarr
- Lars Sætra
- Billy Schuler
- Luca Sciacca
- Paul Sellberg
- Albin Sellin
- Maic Sema
- Sebastian Senatore
- Mate Šestan
- Rami Shaaban
- Aimar Sher
- Ermin Šiljak
- Jan Sjöström
- Roger Skalleberg
- Karl-Evert Skoglund
- Lennart Skoglund
- Piotr Skrobowski
- Suleyman Sleyman
- Freddy Söderberg
- Karl Söderkvist
- Thure Söderkvist
- Benny Söderling
- Fredrik Söderström
- Jan Gunnar Solli
- Alagie Sosseh
- Jonas Stark
- Lars Stenbäck
- Fredrik Stoor
- Erik Sundin
- Thomas Sunesson
- Rojen Sürek
- Åke Svedberg
- Arthur Svensson
- Jan Svensson

## T
- Jonathan Tamini-Syberg
- Kimmo Tarkkio
- Daniel Theorin
- Michael Timisela
- Ulf Tjernström
- Marcus Törnstrand
- Fredrik Torsteinsbø
- Robin Tranberg
- Christian Traoré
- Tom Turesson
- Tomas Turesson

## U
- Peter Uhlbäck

## V
- Sulo Vaattovaara
- Max von Schlebrügge
- Jean-Paul Vonderburg

## W
- Mats Wahlberg
- Mats Werner
- Ernst Westerlund
- Gösta Wihlborg
- Robin Wikman
- Oskar Williams
- Fredrik Winsnes

## Z
- Erkan Zengin
- Vlado Zlojutro